# 500 miles d'Indianapolis 1921
Les 500 miles d'Indianapolis 1921, courus sur l'Indianapolis Motor Speedway et organisés le lundi 30 mai 1921, ont été remportés par le pilote américain Tommy Milton sur une Frontenac.

## Grille de départ
| Ligne | Intérieur      | Centre              | Extérieur         |
| 1     | Ralph DePalma  | Roscoe Sarles       | Joe Boyer         |
| 2     | Eddie Hearne   | Jules Ellingboe     | Jean Chassagne    |
| 3     | Louis Fontaine | Percy Ford          | Eddie Miller (en) |
| 4     | Ira Vail       | André Boillot       | Howdy Wilcox      |
| 5     | Ora Haibe      | Riley Brett         | Albert Guyot      |
| 6     | Bennett Hill   | René Thomas         | Tom Alley         |
| 7     | Jimmy Murphy   | Tommy Milton        | Ralph Mulford     |
| 8     | Joe Thomas     | Cornelius van Ranst |                   |

La pole fut réalisée par Ralph DePalma à la moyenne de 162,141 km/h.

## Classement final

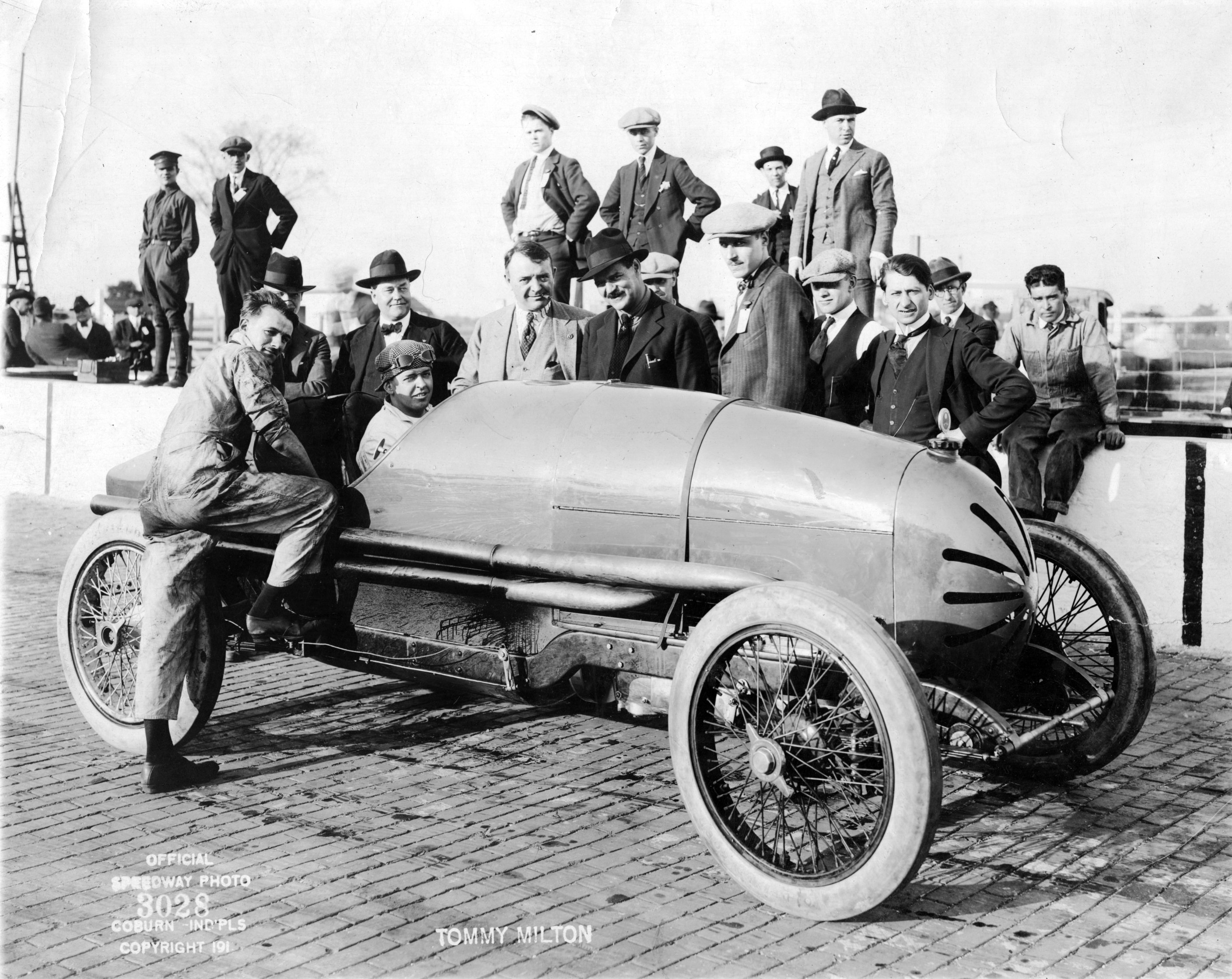
Tommy Milton avant le départ, à sa droite Barney Oldfield et Louis Chevrolet.

| no | Pilote              | Voiture      | Tours | Temps/Abandon   |
| 1  | Tommy Milton        | Frontenac    | 200   | 5 h 34 min 44 s |
| 2  | Roscoe Sarles       | Duesenberg   | 200   |                 |
| 3  | Percy Ford          | Frontenac    | 200   |                 |
| 4  | Eddie Miller (en)   | Duesenberg   | 200   |                 |
| 5  | Ora Haibe           | Sunbeam      | 200   |                 |
| 6  | Riley Brett         | Duesenberg   | 200   |                 |
| 7  | Ira Vail            | Leach-Miller | 200   |                 |
| 8  | Albert Guyot        | Duesenberg   | 200   |                 |
| 9  | Ralph Mulford       | Frontenac    | 177   | mécanique       |
| 10 | René Thomas         | Sunbeam      | 144   | mécanique       |
| 11 | Tom Alley           | Frontenac    | 133   | mécanique       |
| 12 | Ralph DePalma       | Ballot       | 112   | mécanique       |
| 13 | Eddie Hearne        | Duesenberg   | 111   | fuite d'huile   |
| 14 | Jimmy Murphy        | Duesenberg   | 107   | accident        |
| 15 | Bennett Hill        | Brett        | 91    | accident        |
| 16 | Cornelius van Ranst | Frontenac    | 87    | mécanique       |
| 17 | Joe Boyer           | Duesenberg   | 74    | mécanique       |
| 18 | Jean Chassagne      | Peugeot      | 65    | mécanique       |
| 19 | Jules Ellingboe     | Frontenac    | 49    | direction       |
| 20 | André Boillot       | Sunbeam      | 41    | mécanique       |
| 21 | Louis Fontaine      | Brett        | 33    | accident        |
| 22 | Joe Thomas          | Duesenberg   | 25    | accident        |
| 23 | Howdy Wilcox        | Peugeot      | 22    | mécanique       |

## Sources
- (en) Résultats complets sur le site officiel de l'Indy 500